# Mindanao
Mindanao är den näst största (efter ön Luzon) och sydligaste ön i Filippinerna.  Ön har en yta på 94 630 km2 mäter 471 km för norr till söder och 521 från öster till väster.

## Historia
Islam var spridd på Mindanao på grund av livlig handel med omvärlden redan när Spanien koloniserade Filippinerna på 1500-talet. Mindanao påverkades förhållandevis lite av spanjorernas ankomst och muslimska sultaner kunde fortsätta att kontrollera stora delar av ön och grannöarna fram till slutet av 1800-talet Vid mitten på 1900-talet uppmuntrades befolkningen att flytta till det glest befolkade Mindanao.

## Geografi
Mindanao är en mycket bergig ö med vulkaner på ett flertal ställen. Apo, som är Filippinernas högsta berg (2 954 m ö.h.), är en aktiv vulkan i söder. Ragang är en annan aktiv vulkan på Mindanao. Ön har smala kustslätter och floderna Mindanao och Agusan bildar omfattande träskmarker. Sjön Lanao är en 347 km2 stor sjö uppbyggd av lava.

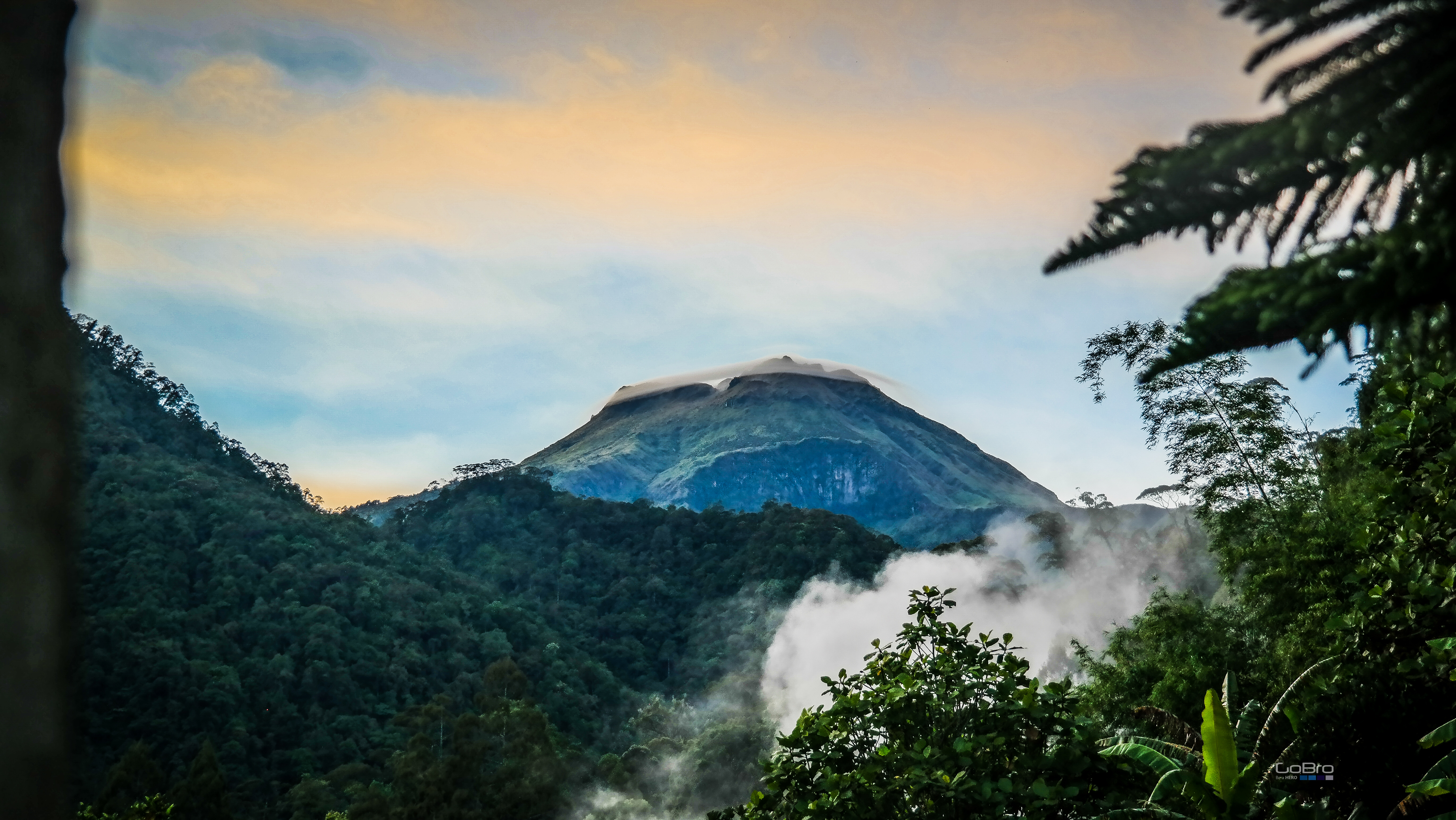
Vulkanen Apo
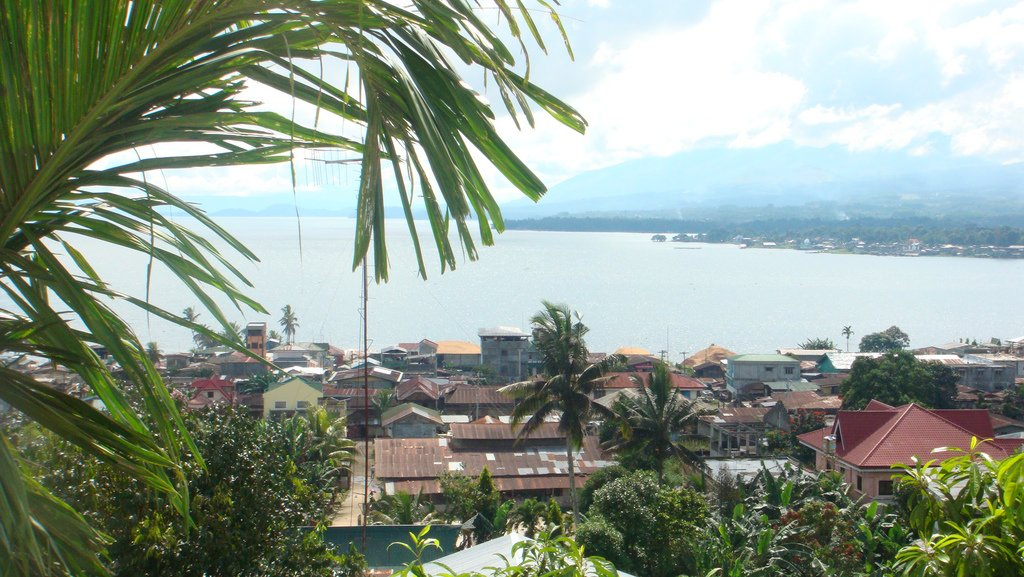
Lanaosjön

## Befolkning
Ön har nu över 25 miljoner invånare (2017) och majoriteten av befolkningen är kristna men det finns en fortfarande betydande minoritet (ca en fjärdedel) muslimer (moro). Mindanao präglas av motsättningar mellan muslimerna, som kräver självständighet, och den filippinska centralmakten. Västra och sydvästra Mindanao tillsammans med några närbelägna öar (inklusive Tawi Tawi och Jolo) utgör sedan 1990 en autonom region, Muslimska Mindanao. Städer av betydelse är Zamboanga City, Cotabato City, Davao City, Cagayan de Oro och Butuan.

## Näringar
Längs kusterna och i dalgångar odlas ris, majs, grönsaker,  bananer, mango, ananas, sockerrör, kokos- och oljepalmer. Koppar, järn, guld och stenkol utvinns på ön och skogen föder en omfattande trävaru- och massaindustri. Längst nordkusten finns stålverk och kemisk industri  och i söder tillverkning av konsumtionsvaror.